# Horaglanis krishnai
Horaglanis krishnai és una espècie de peix de la família dels clàrids i de l'ordre dels siluriformes.

## Morfologia
- Els mascles poden assolir 4,2 cm de longitud total.
- Pell sense escates.[4][5][6]

## Hàbitat
És un peix d'aigua dolça i de clima tropical.

## Distribució geogràfica
Es troba a Àsia: Kottayam (Kerala, Índia).